# Padeiro

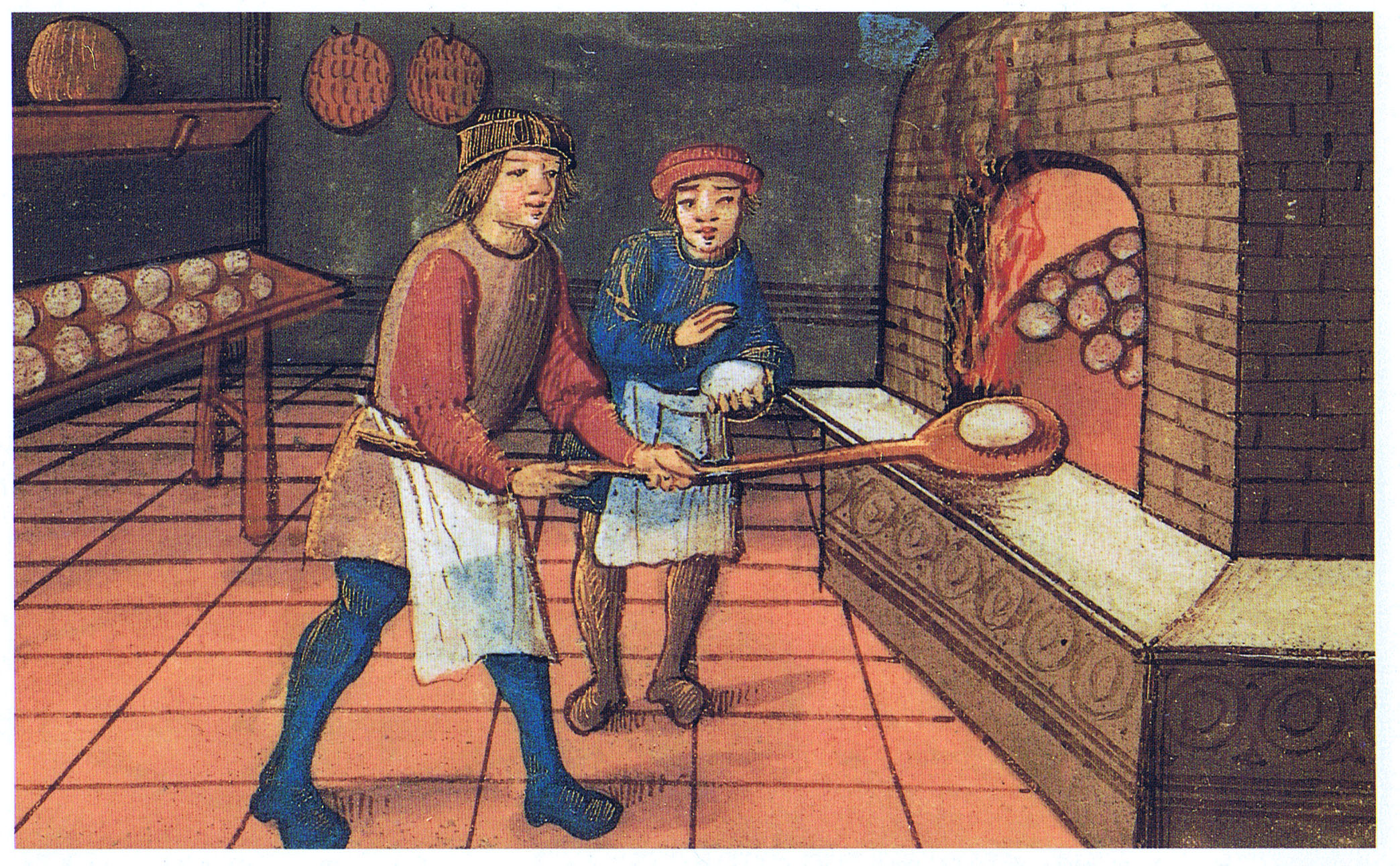
Um padeiro medieval e seu aprendiz.

Padeiro ou panificador é um cozinheiro que se dedica a fazer ou vender pão. Também pode fabricar pastéis e alimentos parecidos, dado que a separação tradicional existente entre padeiros e pasteleiros se tem difundido nas últimas décadas. O lugar onde um padeiro comumente exerce seu ofício se chama padaria.